# Erioderus pallens
Erioderus pallens är en skalbaggsart som först beskrevs av Johan Christian Fabricius 1798.
Erioderus pallens ingår i släktet Erioderus och familjen långhorningar. Artens utbredningsområde är Malawi. Inga underarter finns listade i Catalogue of Life.